# Outlandos D'Americas
Outlandos d'Americas es un álbum tributo a la banda The Police, lanzado en 1998 por ARK 21. Posee covers en español de melodías clásicas de la banda The Police. Contó con la participación de artistas representativos del rock latino de aquellos tiempos. «Tráeme la noche» interpretada por Gustavo Cerati fue el sencillo del álbum. Los integrantes de la banda, excepto Sting, estuvieron involucrados en el proyecto.

## Canciones
- Todas las canciones escritas y compuestas por Sting, excepto donde se indique.[6]

1. Tráeme La Noche (Bring On The Night) – Gustavo Cerati y Andy Summers
2. Estaré Prendido En Tus Dedos (Wrapped Around Your Finger) – Skank
3. El Mensaje En La Botella (Message in a Bottle) – Ekhymosis
4. El Tiempo Se Va (No Time This Time) – Enrique Bunbury
5. La Cama Es Muy Grande Sin Ti (The Bed’s Too Big Without You) – Plastilina Mosh
6. ¿Será Que Todos Te Acechan? (Does Everyone Stare) – Saúl Hernández y Stewart Copeland
7. Alma En El Mundo Material (Spirits In The Material World) – Puya
8. Sol Invisible (Invisible Sun) – Lucybell
9. Todo Lo Que Él Hace (Every Little Thing She Does Is Magic) – Soraya
10. (Un Mundo) En Mi Mochila (Man In A Suitcase) – Desorden Público
11. Rolando Por La Luna (Walking On The Moon) – Control Machete
12. Oscuridad (Darkness) – Los Pericos
13. Venezuelan In New York (Englishman in New York) – King Changó